# Парламент Мадагаскара
Парламент Мадагаскара — двухпалатный законодательный орган Мадагаскара.

## Состав
Современный парламент состоит из двух палат: сената и национальной ассамблеи.

### Сенат Мадагаскара
Сенат (малаг. Antenimieran-Doholona, фр. Sénat) — верхняя палата двухпалатного парламента Мадагаскара. В его состав входит 33 члена. Одиннадцать из них назначает президент, а остальные двадцать два — избираются по одному от каждого из 22 регионов (малаг. faritra) страны.

Во время существования первой республики (с 1958 по 1975) сенат имел меньшие полномочия, чем национальная ассамблея, например он не мог выражать вотум недоверия правительству, это могла делать только национальная ассамблея. 

Во время существования второй республики (с 1975 по 1993) сенат был распущен и в стране действовал однопалатный парламент, состоящий только из национальной ассамблеи.
Во время существования третьей республики (с 1993) сенат был воссоздан, но, как и во времена первой республики не может распускать правительство.

### Национальная ассамблея
Национальная Ассамблея (малаг. Antenimieram-Pirenena, фр. Assemblée Nationale) — нижняя палата двухпалатного парламента Мадагаскара. Состоит из 160 членов.